# The Bourne Supremacy
The Bourne Supremacy is een actiefilm uit 2004, gebaseerd op het gelijknamige boek van Robert Ludlum. Het is een vervolg op de film The Bourne Identity. In deze film staat Jason Bourne centraal, een voormalig geheim agent die zijn geheugen is kwijtgeraakt. De regisseur van de vorige film, Doug Liman, werd vervangen door Paul Greengrass, bekend van Bloody Sunday. Die vervanging blijkt ook uit de cinematografie, waar Liman koos voor stabiele camerabeelden koos Greengrass ervoor om met handheldcamera's te werken. The Bourne Supremacy werd goed ontvangen door critici en was ook financieel een succes met een opbrengst van ruim 176 miljoen dollar. De auto-achtervolgingsscène aan het einde van de film werd genomineerd voor meerdere prijzen.
De speciale effecten werden gerealiseerd door Industrial Light and Magic.
Het derde deel uit de reeks, The Bourne Ultimatum, kwam uit in 2007. In 2012 volgde het vierde deel, The Bourne Legacy. Het vijfde deel, Jason Bourne, werd in 2016 uitgebracht.

## Verhaal
Jason Bourne (Matt Damon), een geheime agent die zijn geheugen is kwijtgeraakt, woont nu met zijn vriendin Marie al een aantal jaren in een klein dorpje in India.
De CIA maakt ondertussen een afspraak met een aantal personen, die de belangrijke documenten hebben over een diefstal waarbij veel geld werd buitgemaakt. Wanneer de CIA-agenten op hun afspraak komen, worden ze neergeschoten door een Russische huurmoordenaar. Deze huurmoordenaar blijkt Kirill te heten. Hij werd ingehuurd door Abbott, een medewerker van de CIA, die in het verleden geld stal bij de CIA. Om te voorkomen dat hij door de documenten beschuldigd zou worden van diefstal, laat hij de agenten doden. Jason Bourne wordt hiervan beschuldigd, omdat Kirill diens vingerafdrukken heeft achtergelaten op de plaats van de moord.
Ondertussen ontdekt Bourne dat een huurmoordenaar het op hem en zijn vriendin gemunt heeft. Tijdens een achtervolging tussen Bourne en de huurmoordenaar rijdt Bourne's auto van een brug doordat zijn vriendin, die achter het stuur zit, wordt dood geschoten. Bourne weet zeker dat zijn voormalige werkgever Treadstone (onderdeel van de CIA) hierachter zit, om te voorkomen dat hij ooit aan de buitenwereld bekendmaakt dat Treadstone faalde tijdens een vorige missie.
Bourne gaat op pad om in contact te komen met Treadstone en hen te zeggen dat ze hem met rust moeten laten. Hij komt erachter dat Treadstone al 2 jaar niet meer bestaat. Hij krijgt van iemand van de CIA de informatie dat hij in het verleden de opdracht had het echtpaar Neski te doden. Neski had wat te maken met de vergissing van het geld: hij was namelijk een Russische minister die openbaar wilde maken dat Abbott geld ontvreemdde.
Bourne zet zijn zoektocht voort en weet met een cassette vast te leggen dat Abbott zegt dat hij schuldig is aan de moord op de CIA-agenten. Hij laat de cassette achter bij de CIA. Ondertussen pleegt Abbott zelfmoord. De huurmoordenaar Kirill is Bourne echter weer op het spoor. Na een achtervolging door Moskou vindt er een botsing plaats. Bourne weet te ontkomen. De CIA gelooft niet meer dat Bourne de dader van de moorden is en hij wordt verder met rust gelaten. Aan het einde van de film, wanneer Bourne in New York is gaan wonen, zegt zijn voormalige werkgever Pamela Landy dat hij eigenlijk David Webb heet, en geboren is in 1971.

## Rolverdeling
| Acteur         | Personage                 |
| -------------- | ------------------------- |
| Matt Damon     | Jason Bourne              |
| Joan Allen     | Pamela "Pam" Landy        |
| Brian Cox      | Ward Abbott               |
| Karl Urban     | Kirill                    |
| Karel Roden    | Gretkov                   |
| Franka Potente | Marie Helena Kreutz       |
| Julia Stiles   | Nicolette "Nicky" Parsons |
| Gabriel Mann   | Danny Zorn                |
| Marton Csokas  | Jarda                     |

## Trivia
- In het gelijknamige boek van Robert Ludlum is Marie niet de vriendin van Jason Bourne, maar de vrouw. In het boek sterft Marie bovendien niet tijdens het ongeluk.
- De film is grotendeels opgenomen in Duitsland, maar daarnaast ook in Goa in India, in Moskou en in New York. De scène die speelt in Amsterdam is in werkelijkheid ergens anders opgenomen. Dit is te zien aan de skyline die niet klopt. Bovendien hebben alle auto's Belgische kentekens, en is er een krantenrek van L'Echo te zien.
- Het boek The Bourne Supremacy werd uitgegeven in 1986. In Nederland kwam het uit onder de naam Het Jason Dubbelspel.
- De film speelt zich grotendeels af in Berlijn terwijl het boek zich voornamelijk afspeelt in Hong Kong.

## Muziek
De filmmuziek werd gecomponeerd door John Powell en uitgevoerd door het Hollywood Studio Symphony in combinatie met veel slaginstrumenten, gitaren en elektronische muziek. Tijdens de aftiteling van de film is onder meer het nummer "Extreme Ways" van Moby te horen. De originele soundtrack werd op 27 juli 2004 vrijgegeven door Varèse Sarabande.